# داميان فوكس
داميان فوكس (بالإنجليزية: Damien Fox)‏ هو لاعب قذف أيرلندي، ولد في 1961 في Tullamore ‏ في جمهورية أيرلندا.